# F.B.I. (serie televisiva)
F.B.I. (The F.B.I.) è una serie televisiva statunitense in 240 episodi andati in onda per la prima volta nel corso di 9 stagioni dal 1965 al 1974 sulla rete ABC. Questa serie televisiva, che racconta casi del FBI, ebbe il supporto e la consulenza dell'allora direttore dell'ente J. Edgar Hoover. Negli anni 80 fu girata un'altra serie, intitolata nella versione italiana F.B.I. oggi, che è considerata un sequel.
In Italia, il telefilm viene tuttora trasmesso sulle TV locali.

## Trama
Gli episodi trattano di casi presi in esame dall'FBI riguardanti crimini in massima parte realmente accaduti. Su questi indaga l'ispettore Lewis Erskine, personaggio integerrimo e ligio al dovere, che si imbatte in truffatori, assassini, latitanti, serial killer, ladri, falsari, sabotatori e altri criminali assortiti. In questo compito è supportato da una serie di agenti speciali, supervisori e tecnici. Nella prima stagione Erskine perde la moglie che resta uccisa nel corso di una sparatoria. Barbara Erskine, figlia dell'ispettore, si innamora dell'agente Jim Rhodes, collega del padre e la relazione non è da questo ben vista. Dalla seconda stagione in poi il personaggio di Barbara non è più presente. Al termine di alcuni episodi, l'attore Efrem Zimbalist Jr. mostra al pubblico foto di veri ricercati per facilitarne la cattura.

## Personaggi e interpreti

### Personaggi principali
- Ispettore Lewis Erskine (stagioni 1-9), interpretato da Efrem Zimbalist Jr..
- Arthur Ward (stagioni 1-9), interpretato da Philip Abbott.
- Agente speciale Jim Rhodes (stagioni 1-3), interpretato da Stephen Brooks.
- Agente speciale Tom Colby (stagioni 2-9), interpretato da William Reynolds.

### Personaggi secondari
- Bryan Durant (stagioni 1-5), interpretato da Dean Harens.
- Allen Bennett (stagioni 1-7), interpretato da Lew Brown.
- Agente Noel McDonald (stagioni 1-6), interpretato da Robert Knapp.
- Glenn Orland (stagioni 1-8), interpretato da Forrest Compton.
- Barbara Erskine (stagione 1), interpretata da Lynn Loring.
- Barnes (stagioni 1-9), interpretato da Dabney Coleman.
- Hammond (stagioni 1-9), interpretato da Peter Mark Richman.
- Willis (stagioni 1-9), interpretato da Ken Lynch.
- Calvin Lee (stagioni 1-8), interpretato da Hank Brandt.
- Dr. Barrows (stagioni 1-6), interpretato da Tom Palmer.
- Victor Quinlan (stagioni 1-4), interpretato da Noah Keen.
- Carl Pike (stagioni 1-7), interpretato da Joseph V. Perry.
- Bracken (stagioni 1-6), interpretato da Phil Chambers.
- Dom (stagioni 1-6), interpretato da Barry Russo.
- Arnold Bruzzi (stagioni 1-7), interpretato da Harold Gould.
- Thelma (stagioni 1-7), interpretato da June Dayton.
- Billy Hanson (stagioni 1-7), interpretato da Paul Sorensen.
- Austin Carr (stagioni 1-8), interpretato da Larry Gates.
- Bryant Durant (stagioni 1-7), interpretato da Douglas Henderson.
- Carl Ahearn (stagioni 1-5), interpretato da Robert Doyle.
- Aloysius Hale (stagioni 1-7), interpretato da Alex Gerry.
- Lloyd Mitchell (stagioni 1-7), interpretato da Robert Hogan.
- Ernie Milden (stagioni 1-4), interpretato da Robert Duvall.
- Arly Carter (stagioni 1-6), interpretato da Lawrence Montaigne.
- Chet Randolph (stagioni 2-9), interpretato da Anthony Eisley.
- Van Doyle (stagioni 2-8), interpretato da Dabbs Greer.
- Casey (stagioni 2-8), interpretato da Scott Marlowe.
- Capitano Jenkins (stagioni 2-8), interpretato da Richard O'Brien.
- Coroner (stagioni 2-9), interpretato da Roy Engel.
- Farr (stagioni 2-6), interpretato da John Ward.
- Bryan Carlson (stagioni 2-6), interpretato da Wayne Rogers.
- Alex Ramsey (stagioni 2-8), interpretato da Richard Anderson.
- Dale Hillman (stagioni 2-8), interpretato da Robert Drivas.
- Howard Rademaker (stagioni 2-6), interpretato da Steve Ihnat.
- Aaron Kellin (stagioni 2-4), interpretato da Simon Scott.
- Howard Schaal (stagioni 2-4), interpretato da Mark Roberts.
- Giles Barton (stagioni 2-3), interpretato da Peter Hobbs.
- Supervisore F.B.I. Al McClure (stagioni 2-7), interpretato da Robert Patten.
- Henderson (stagioni 2-5), interpretato da John Graham.
- George Bellamy (stagioni 2-6), interpretato da Bradford Dillman.
- Dale Fisher (stagioni 2-8), interpretato da Tim McIntire.
- Eleanor Prior (stagioni 2-8), interpretata da Jessica Walter.
- Maxwell (stagioni 2-6), interpretato da Paul Bryar.
- Capitano Reedley (stagioni 2-6), interpretato da John Lasell.
- Florrie Buell (stagioni 2-5), interpretata da Ellen Corby.
- Allen Forbes (stagioni 2-6), interpretato da Scott Graham.
- Agente residente a Blue Lake (stagioni 2-6), interpretato da Hal Riddle.
- Davis (stagioni 2-6), interpretato da Buck Young.
- Barry Ryan (stagioni 2-8), interpretato da Mark Allen.[3]
- Gary Morgan (stagioni 3-5), interpretato da John Kerr.
- Agente Allen (stagioni 3-6), interpretato da Dallas Mitchell.
- Claude Flood (stagioni 3-9), interpretato da Don Gordon.
- Agente Dale Grant (stagioni 3-6), interpretato da John Considine.
- Albert Dirks (stagioni 3-8), interpretato da Tim O'Connor.
- Agente Davis (stagioni 5-9), interpretato da Fred Holliday.
- Agente Chris Daniels (stagione 9), interpretato da Shelly Novack.

## Guest star
- Robert Duvall
- Burt Reynolds
- Bruce Dern
- Leslie Nielsen
- Gene Hackman
- Telly Savalas
- Martin Sheen
- James Caan
- Jeff Bridges
- Diane Keaton
- Michael Douglas
- Tom Selleck
- Charles Bronson
- Harvey Keitel[1]

## Curiosità
In uno dei primi episodi di The Dukes of Hazzard (stagione 1, episodio 2: Daisy's Song), Bo e Luke Duke dicono a Cooter che l'FBI si trovava erroneamente sulle loro tracce, al che Cooter risponde: "Sai, mi piace l'F.B.I., è una buona serie TV", riferendosi alla serie televisiva.

## Episodi
| Stagione         | Episodi | Prima TV originale |
| ---------------- | ------- | ------------------ |
| Prima stagione   | 31      | 1965-1966          |
| Seconda stagione | 29      | 1966-1967          |
| Terza stagione   | 27      | 1967-1968          |
| Quarta stagione  | 26      | 1968-1969          |
| Quinta stagione  | 26      | 1969-1970          |
| Sesta stagione   | 26      | 1970-1971          |
| Settima stagione | 26      | 1971-1972          |
| Ottava stagione  | 26      | 1972-1973          |
| Nona stagione    | 23      | 1973-1974          |